# IC 2580
IC 2580 ist eine Balken-Spiralgalaxie vom Hubble-Typ SBc im Sternbild Antlia am Südsternhimmel. Sie ist schätzungsweise 131 Millionen Lichtjahre von der Milchstraße entfernt.
Das Objekt wurde am 1. Mai 1900 von DeLisle Stewart entdeckt.